# Заустя
Заустя (рос. Заустье) — присілок в Дубровському районі Брянської області Російської Федерації.
Населення становить 21 особу. Входить до складу муніципального утворення Олешинське сільське поселення.

## Історія
Від 2005 року входить до складу муніципального утворення Олешинське сільське поселення.

## Населення
| 2010 | 2013 |
| ---- | ---- |
| 22   | ↘21  |